# Kirkúk (guvernorát)
Guvernorát Kirkúk (nebo guvernorát Ta'mín) je jedním z 19 guvernorátů v Iráku. Jeho hlavním městem je Kirkúk. Má rozlohu 9679 km² a v roce 2009 v něm žilo 1 290 000 obyvatel. Sousedí s guvernoráty Saladdín, Arbíl a Sulajmáníja. V současnosti je guvernorát z velké části ovládán Iráckým Kurdistánem.